# Parafia Matki Bożej Różańcowej w Białej Niżnej
Parafia pw. Matki Bożej Różańcowej w Białej Niżnej – parafia rzymskokatolicka znajdująca się w diecezji tarnowskiej w dekanacie Grybów. Parafia została erygowana w 1980 roku. Mieści się pod numerem 394.

## Historia
Pierwszym kościołem parafii do roku 2000 był przyklasztorny kościół pod wezwaniem św. Dominika, który powstał z przebudowanej w latach 1938–1939 kaplicy dworskiej. Właściciele Białej Niżnej hrabiostwo Konstancjia i Eustachy Stadnicki przekazali swój majątek wraz z kaplicą dworską Zgromadzeniu Sióstr świętego Dominika w roku 1895. Kaplica ta została poświęcona 17 grudnia 1944 r. przez ks. prałata Jana Solaka z Grybowa. Początkiem powstania wspólnoty było utworzenie rektoratu przy kaplicy klasztornej, w czasie wizytacji ks. bpa Jerzego Ablewicza, 25 maja 1967 r. oraz powołaniu księdza rektora (kolejno rektorami byli: ks. Stanisław Wójcik, ks. Józef Roman, ks. Stanisław Pazdan). 
30 listopada 1980 r. zostaje erygowana parafia pw. Matki Bożej Różańcowej w Białej Niżnej, pierwszym proboszczem zostaje ks. Stanisław Pazdan. Przed utworzeniem parafii (rektoratu) mieszkańcy należeli do parafii św. Katarzyny w Grybowie.
15 października 1992 parafię w Białej Niżnej przejmuje Stowarzyszenie Apostolstwa Katolickiego (księża Pallotyni). Ówczesny prowincjał pallotyński ks. Stanisław Martuszewski SAC (pochodzący z niedalekiej parafii Krużlowa) zgłosił wcześniej biskupowi Ablewiczowi gotowość objęcia parafii w diecezji tarnowskiej przez pallotynów. Po podpisaniu umowy między Zarządem Prowincjalnym Palotynów a bpem tarnowskim i Zarządem Generalnym Sióstr Dominikanek rozpoczynają posługę w parafii 27 października 1992. Pierwszym pallotyńskim proboszczem zostaje ks. Mieczysław Lis SAC.
W 1992 rozpoczęto dzieło budowy nowego kościoła parafialnego, rozpoczął je proboszcz ks. Ryszard Radoń. Budowa dokładnie ruszyła 13 maja 1994 r. pod przewodnictwem nowego proboszcza ks. Tadeusza Łojasa SAC. 9 kwietnia 1997 r. ówczesny bp tarnowski Józef Życiński nadał kościołowi tytuł Miłosierdzia Bożego. Kamień węgielny dla kościoła poświęcił papież Jan Paweł II w Zakopanem 7 czerwca 1997 r. podczas VI pielgrzymki do Polski. W roku jubileuszowym (2000) – 1 października bp Władysław Bobowski poświęcił kościół. Kościół wybudowano według projektu Stefana Szewczyka. Pierwszą mszę św. w kościele parafialnym (w stanie surowym) sprawowano w uroczystość Bożego Ciała w 1998 r.  
Duszpasterzami kościoła Miłosierdzia Bożego oraz parafii Matki Bożej Różańcowej są księża Pallotyni. 

## Proboszczowie
Proboszczowie – księża diecezjalni:
- ks. Stanisław Pazdan (1980–1982)[13]
- ks. Ludwik Kiełbasa (1982–1986)
- ks. Ryszard Radoń (1986–1992)

Proboszczowie – księża zakonni – Pallotyni (SAC):
- ks. Mieczysław Lis SAC (1992–1993)[14]
- ks. Tadeusz Łojas SAC (1993–2010)[a][15][16]
- ks. Robert Turyk SAC (od 2010)[17]
- ks. Tadeusz Skwarek SAC (do 2015)
- ks. Tadeusz Nowek SAC (25.08.2015–08.03.2024)[b][18][19][20]
- ks. Ireneusz Łukanowski SAC (09.07.2024 – obecnie)[21]